# Liste des prix décernés au Festival de Cannes
Le Festival de Cannes, événement initialement mondain et touristique, est devenu au fil des années une manifestation cinématographique de renommée mondiale. Ainsi, les prix ont évolué : certains ont disparu, d'autres sont apparus. Voici la liste des prix remis depuis l'origine. Sont également indiqués les prix des sélections parallèles et des autres institutions liés au Festival. 

## Sélection officielle

### Longs-métrages
Les récompenses les plus médiatisées sont celles de la compétition officielle. Une vingtaine de films sont présentés au jury des longs-métrages, qui décide du palmarès. Les longs-métrages Hors-compétitions (séance spéciale et généralement film d'ouverture et de clôture) ne peuvent prétendre aux récompenses. 
Après des problèmes de films qui cumulèrent trop de récompenses (Barton Fink en 1991, La Pianiste en 2001), le règlement fut mis à jour. Parmi les sept prix à remettre, un seul peut récompenser deux films ex aequo (sauf la palme d'or). Et seul le prix du scénario ou du jury peut se cumuler avec un prix d'interprétation, sur dérogation du président du festival.

#### Récompenses actuelles
- Palme d'or

La Palme d'or est remise depuis 1955, en remplacement du Grand prix du festival. C'est le prix le plus prestigieux du Festival, le meilleur film de la compétition.
- Grand prix

Le Grand prix est le second prix le plus prestigieux du Festival, remis depuis 1969. Initialement, il devait récompenser un film plus accessible que la Palme d'or, la distinction ne fut jamais appliquée.
- Prix du jury

Le Prix du jury est remis depuis 1952 à un film de la compétition officielle apprécié globalement par le jury. Il était à l’origine le deuxième prix le plus prestigieux de la compétition après le Grand prix du festival puis la Palme d’or, avant d’être supplanté en 1969 par le Grand prix.
- Prix d'interprétation masculine

Le Prix du meilleur acteur récompense le meilleur acteur de la compétition.
- Prix d'interprétation féminine

Le Prix de la meilleure actrice récompense la meilleure actrice de la compétition.
- Prix  de la mise en scène

Le Prix de la mise en scène récompense le meilleur réalisateur de la compétition.
- Prix du scénario

Le Prix du scénario est remis à un scénariste pour son scénario jugé comme le meilleur de la compétition.
- L'œil d'Or

#### Anciennes récompenses
- Grand prix du festival

Le Grand prix du Festival international du film est le prédécesseur de la Palme d'or. Il n'a été remis qu'en 1946, 1947, 1949, 1951 et en 1954.
- Grand prix international

Le Prix international est un prix remis à un film dont le style et le genre sont affirmés et appréciés par le jury.
- Prix international du jury

Un Prix international du jury a été décerné seulement la première année.
- Prix de la meilleure contribution artistique

Le Prix de la meilleure contribution artistique récompense un réalisateur.
- Prix de la première œuvre

Le Prix de la première œuvre récompense un réalisateur pour son premier film.

### Courts métrages
Les courts-métrages (ils doivent durer moins de 15 minutes) ont également leurs compétition, et jugés par un jury de 5 membres (ce jury s'occupe aussi de la Cinéfondation).
- Palme d'or du court métrage

Récompense le meilleur court-métrage de la sélection.

### Un certain regard
Sélection officielle parallèle, elle sélectionne une vingtaine de films de réalisateurs débutants ou de films atypiques et novateur. Créé en 1978, il faudra attendre 1998 pour la création du prix Un Certain Regard, avec une section compétitive.
- Prix Un certain regard

Le prix Un certain regard récompense le meilleur film de la sélection et l'aide pour la distribution en France avec la Fondation Groupama Gan pour le Cinéma.
- Autres prix spéciaux

D'autres prix sont remis aux films du Certain Regard, le nombre et l'intitulé des prix spéciaux varie annuellement.

### Cinéfondation
La Cinéfondation est une compétition de courts-métrages (moins de 60 minutes) élaborés par des étudiants des écoles de cinéma. Les films sont jugés par le jury de la Cinéfondation et des Courts-métrages.
- Prix de la Cinéfondation

Prix remis au meilleur film de la sélection de la Cinéfondation au nombre de trois : premier, deuxième et troisième prix.
- Mention spéciale - Cinéfondation

La Mention spéciale de la Cinéfondation récompense un cinéaste pour son film de genre.

### Autres prix
Ces prix concernent uniquement la sélection officielle mais sont remis par un comité indépendant de l'institution officielle du Festival.
- Prix CST de l'artiste technicien (nommé jusqu'en 2018 Prix Vulcain de l'artiste technicien)

Le Prix CST de l'artiste technicien met en avant un artiste technicien pour sa participation à un film en compétition officielle. Créé en 2003, et décerné par la Commission supérieure technique de l'image et du son, il remplace le Grand prix technique décerné entre 1951 et 2000.
- Prix François-Chalais

Remis par l'association François Chalais, il récompense le meilleur film apportant une valeur journalistique.

### Prix spéciaux
- Prix spécial du jury

Le Prix spécial du jury est remis à un film sélectionné par le jury pour son originalité.
- Trophée du festival

Le Trophée rend hommage à une personnalité pour sa carrière dans le cinéma.
- Palme d'honneur ou Palme des palmes

La Palme d'honneur est un prix honorifique décerné de façon irrégulière et généralement attribué par la direction du Festival. La Palme des palmes est une récompense unique attribuée à Ingmar Bergman.
- Mention spéciale

La Mention spéciale est remise à un film pour son originalité, son style, peu utilisé dans le cinéma.
- Prix anniversaire

Un prix anniversaire fut remis à un film exceptionnel, de 1982 à 2007, tous les cinq ans.

## Quinzaine des Réalisateurs
La Quinzaine, gérée par la société des réalisateurs de films, n'étant pas en elle-même compétitive, les prix sont attribués par des institutions extérieures (sauf le Carrosse d'or).
- Art Cinema Award

Remis par la confédération internationale des cinémas d'art et d'essai, récompense un film débutant pour l'encourager à sa distribution
- Carrosse d'or

Remis par la société des réalisateurs de films, pour récompenser le réalisateur le plus audacieux.
- Label Europa Cinemas

Remis par le distributeur Europa Cinemas, récompense le meilleur film européen de la Quinzaine et subventionne sa distribution.
- Prix Illy du Court-Métrage

Parrainé par Illy, récompense le meilleur long-métrage et l'aide à sa distribution.

## Semaine de la critique
Gérée par le syndicat français des critiques de cinéma, elle récompense les films de sa sélection, mais avec l'aide de partenaires sponsorisés.
- Grand prix de la semaine de la critique

Récompense le meilleur film de la section.
- Prix French Touch du Jury

Récompense un film remarqué par le jury de la section
- Prix Louis Roederer de la révélation

Récompense la meilleure interprétation ou performance artistique de la section.
- Prix SACD

Récompense de la Société des auteurs et compositeurs dramatiques pour le meilleur film de la section.
- Aide Fondation Gan pour la diffusion

Récompense un distributeur français qui a choisi de diffuser un film de la section.
- Grand Prix du court-métrage

Parrainé par Canal +, récompense le meilleur court-métrage.
- Prix Découverte Leitz Cine du court-métrage

Parrainé par Esselte Leitz GmbH & Co KG, récompense le meilleur premier court-métrage.

## Prix Multi-Sélections

### Caméra d'or
Créé par Gilles Jacob en 1978, le prix "Caméra d'or" a pour but d'encourager les jeunes talents. Elle est remise le soir du palmarès officiel même si elle ne concerne pas seulement la sélection officielle. Cette récompense dispose de son propre jury depuis 1983.
- Caméra d'or

Elle récompense le meilleur premier film. Le jury de la caméra d'or juge tous les premiers films de la sélection officielle (longs-métrages en et hors compétitions, Un certain regard), de la Quinzaine des réalisateurs et de la Semaine de la Critique.
- Mention spéciale

La Mention spéciale de la Caméra d'or récompense un jeune talent pour son film peu commun, entrant dans un cinéma de genre. Récompense un film exceptionnel n'ayant pas obtenu la caméra d'or.

### Prix FIPRESCI
Le jury, constitué de critiques de cinéma internationaux par l'intermédiaire de la Fédération internationale de la presse cinématographique, récompense le meilleur film de la compétition officielle, le meilleur film de la section Un certain regard et le meilleur film des autres sections confondues du festival.

### Prix de la jeunesse
Le Prix de la jeunesse, organisé par le ministère de l'éducation nationale, récompense la première ou seconde œuvre d’un cinéaste selon un jury de jeunes âgés de 18 à 25 ans. De 1982 à 2002, les films des sélections parallèles furent jugés, de 2003 à 2012, la compétition se porte sur la sélection officielle. 

### Trophée Chopard
Créé par le joaillier Chopard (qui conçoit chaque année le trophée de la Palme d'or), il récompense la meilleure révélation masculine et féminine du Festival.

### Queer Palm
Créé par un comité journalistique, elle récompense depuis 2010 le film du Festival traitant le mieux des comportements et thématiques altersexuelles.

### Palme Dog
Trophée humoristique créé par un journaliste anglais pour récompenser le meilleur chien jouant dans un film sélectionné par le Festival.

### Prix du Jury œcuménique
Organisé par la SIGNIS, il récompense le meilleur film selon un jury composé de chrétiens dans le monde du cinéma.

### Prix de l'Éducation nationale
Remis de 2003 à 2010, il récompense le meilleur film ayant un intérêt pédagogique et pouvant être étudié dans l'enseignement.

## Prix non décernés
Dans le monde encore déchiré de l'après-guerre les débuts du Festival de Cannes sont difficiles : contraintes budgétaires, accords respectant plus ou moins le caractère bisannuel de la Mostra de Venise, toutes les éditions jusqu'en 1951 se ressentent de ces difficultés au point qu'en 1948 et 1950 la manifestation n'est pas organisée. Aucun des prix n'est évidemment décerné ces années-là. L'annulation du Festival de Cannes 1968 ne permet pas non plus leur attribution en 1968,,,. Enfin, la pandémie de Covid-19 provoque l'annulation du Festival de Cannes 2020.